# Csuha Sándor
Eördöghfalvi Csuha Sándor, Csuha Sándor Dezső (Szobránc, 1897. október 8. – ?) magyar földbirtokos, országgyűlési képviselő.

## Élete
Római katolikus családban született, eördöghfalvi Csuha István és Bernáth Magda fiaként. Középiskolái után a fiumei tengerészeti akadémia hallgatója lett, illetve a mödlingi tüzérségi akadémiát is elvégezte. 1916-ban vonult be katonának, részt vett az erdélyi és az olasz front harcaiban, kitüntetésben is részesült – megkapta a bronz és az ezüst Signum Laudist is.
A háború után a budapesti Közgazdaságtudományi Egyetem hallgatója lett és elvégezte az egyetem kereskedelmi szakosztályát. 1924-ben hazatért szülővárosába, attól kezdve részt vett a keresztényszocialista párt életében is, melynek vezetőségi és végrehajtó bizottsági tagja is volt. Ugyancsak élénk szerepet játszott Ungvár társadalmi életében is.
Az 1939-es magyarországi országgyűlési választást követően a magyar törvényhozás meghívott képviselője lett, a Felvidéki Egyesült Magyar Párt jelöltjeként.